# Wir können auch anders. Aufbruch in die Welt von morgen
Wir können auch anders. Aufbruch in die Welt von morgen ist ein 2022 erschienenes Sachbuch von Maja Göpel. Anders als im vorausgegangenen Bestseller Unsere Welt neu denken geht es der Verfasserin nunmehr hauptsächlich darum, unter dem Druck gegenwärtiger Veränderungen – wie sie in der Menschheitsgeschichte bisher wohl nur mit der Erfindung des Ackerbaus in der Neolithische Revolution, mit der Entstehung des Feudalismus oder mit der Industriellen Revolution verbunden waren – Handlungsmöglichkeiten aufzuzeigen und zum Handeln anzuregen. Man solle dabei „weniger nach Wegen suchen, ausgediente Strukturen noch einmal zu flicken, sondern die Kraft für Lösungen aufbringen, die zwar kurzfristig anstrengende Umbauten mit sich bringen, dafür in Zukunft aber besser tragen können.“ (S. 14 f.) Die unter Mitwirkung von Marcus Jauer entstandene Publikation wurde zu einem Sachbuchbestseller.

## Gliederung und inhaltliche Akzente
Das in drei Hauptteile untergliederte Buch (Unser Betriebssystem (Kapitel 2 bis 5) – Wie wir den Betrieb ändern (Kapitel 6 bis 11) – Wer ist eigentlich wir (Kapitel 12 bis 14)) stellt Göpel unter drei Leitfragen, die darauf zielen, 1. wie die Dinge in der komplexen Gegenwart gewendet werden können; 2. wo anzusetzen ist, „um die Strukturen unserer Gegenwart so zu verändern, dass sie der Erreichung unserer Ziele besser dienen, statt ihnen im Weg zu stehen“; 3. wer diese Veränderungen anschieben kann. (S. 16)

### Das größte Abenteuer der Menschheit
Angesichts eines unabweisbaren Veränderungsdrucks auf viele Lebensbereiche sieht Göpel in einem Weitermachen wie bisher keine Option. Viele bisherige Überzeugungen, Routinen und Selbstverständlichkeiten wirken für sie wie aus der Zeit gefallen. Doch sei in einer weltweit vernetzten Gesellschaft kaum vorherzusagen, in welche neue Normalität der nötige Aufbruch führen werde. Verschiedene Lösungsansätze stünden im Raum: Technologie oder Konsumverzicht, die Märkte oder der Staat. „Oft treten sie gegeneinander an, aber nicht miteinander ins Gespräch.“ (S. 12) Bei zunehmender Sorge hinsichtlich der Grenzen des Wachstums falle das Teilen anscheinend immer schwerer. „Die sozialen Unwuchten, die unsere Lebensweise produziert, wirken wie ein Spiegelbild der ökologischen Schäden, die sie hinterlässt. Wir kommen nicht ins Gleichgewicht.“ (S. 13)

### Die Geschichte von Tanaland
Um die Schwierigkeiten aufzuzeigen, die sich bei dem Bemühen ergeben, Lösungen für komplexe sozialökologische Probleme herbeizuführen, bezieht sich Göpel auf die Computersimulation Tanaland. In dem fingierten Landstrich in Ostafrika sollten Studierende durch mögliche Maßnahmen wie Brunnenbohrungen, Staudämme, Traktorenbeschaffung, Kunstdünger oder medizinisches Personal Entwicklungsfortschritte erzielen. Eingetretenen kurzfristigen Erfolgen standen in der Simulation allerdings verheerende Langzeitfolgen für die Bewohner gegenüber, woraus Göpel die Frage ableitet, warum jeder Versuch, ein Problem mit den immer gleichen Mitteln lösen zu wollen, es von einem bestimmten Punkt ab nur noch verschlimmere. (S. 21–23) Göpel meint, dass die Tanaland-Lösungsmuster noch überall vorherrschen. Abhilfe könne eine ganzheitlich-systemische Sicht schaffen, die einschließt, „dass die Zukunft sich dynamisch in vielen Richtungen verändern kann und dass jeder gelebte Moment nur einer von vielen ebenso möglichen Momenten ist.“ Die Aufmerksamkeit sei auf die Strukturen zu richten, „mit denen wir unser Zusammenwirken organisieren und das Verhalten einzelner Teile oder Elemente beeinflussen.“ (S. 31 f.) Bei einem komplexen System müssten vor allem drei Merkmale beachtet werden: Vernetztheit, zeitliche Dynamik und Bestimmungszweck. (S. 34)

### Vernetztheit – Alles ist verbunden
Was Einzelne in einem Beziehungsgeflecht tun, zum Beispiel in der Familie, hat auf andere Beteiligte Auswirkungen. Wo das nicht ernst genommen werde, drohe ein wenig harmonischer Alltag. „Gute Laune und ziviler Umgang sind genauso ansteckend wie schlechte Laune und Beschimpfungen.“ (S. 39 f.) Soll ein System in einem gewünschten Zustand erhalten oder wenn nötig sinnvoll verändert werden, muss man, so Göpel, das Ganze möglichst genau kennen und die Art der Vernetztheit seiner Teile verstehen. Reduziere man die Komplexität des Zusammenwirkens der Bestandteile eines sozialökologischen Systems, in das man eingreife, zu stark, so entgingen einem sowohl wichtige Ursachen als auch Wirkungen. (S. 42) Eine Ballung ungewöhnlicher Ereignisse und extremer Ausschläge innerhalb des Systems könne als Warnung dienen, dass der Kipp-Punkt bereits nahe bevorstehe. „Jede weitere Störung des Gleichgewichts kann nun eine enorme Wirkung entfalten.“ Innerhalb des komplexen Systems Erde werden in der Forschung neun miteinander verbundene Teilbereiche unterschieden, darunter Klima, Zustand der Ozeane, Süßwassermengen, Gesamtfläche der Wälder, der Moore und des Grünlandes. Für fünf der neun Bereiche gelte, dass die planetaren Grenzen unterdessen gerissen seien – mit zunehmendem Risiko eines Zusammenbruchs der betroffenen Teilsysteme. Dazu gehörten das Klima, die Biodiversität, der Stickstoff- und Phosphorhaushalt, die Landnutzung sowie die „Einführung neuer Entitäten in die Biosphäre“ (darunter Plastik und andere chemische Stoffe). (S. 44–47)

### Dynamik – Wie kleine Dinge groß werden
Bezüglich des Klimawandels werden als anstehende Kipp-Punkte die großen Eisschilde in Grönland und in der Antarktis genannt, Korallenriffe wie das Great Barrier Reef, die Monsune in Asien oder der sibirische Permafrostboden. Bricht eines dieser für die Stabilität des Erdklimas wichtigen Elemente zusammen, könnte eine Kettenreaktion folgen. (S. 61 f.) Die Beschleunigung einzelner Rückkopplungen bremst, so Göpel, häufig die Regenerationsfähigkeit eines gesamten Systems. Sind die Puffer im System aufgebraucht und die Abläufe nachhaltig gestört, werde aus Anpassung disruptive Transformation. „Denn komplexe Systeme haben keinen Stopp-Knopf, mit dem man all ihre Rückkopplungsschleifen sofort zum Stehen bringen könnte. Sie haben einen Bremsweg.“ (S. 66) Andererseits verweist Göpel auf die menschlichen Fähigkeiten zur Vorausschau und zum Denken in Alternativen, wie sich etwa in den Maßnahmen gegen das Ozonloch gezeigt haben, die erfolgreich waren und zu dessen Schrumpfung führten. (S. 69) Sie appelliert unter Hinweis etwa auf das Beispiel Greta Thunbergs an jede und jeden Einzelnen, sich aktiv gegen erkennbare Fehlentwicklungen zu stellen. Denn über den Verlauf der Zeit gesehen, könne jeder im richtigen Moment getane Schritt „sogar schnell große Wirkungen erzielen.“  (S. 72–79)

### Bestimmung – Worum es eigentlich geht
Als Bestimmung eines Systems gilt in Anlehnung an Donella Meadows der Zweck, den es erfüllt, „um den herum es gebaut und auf den es ausgerichtet ist.“ (S. 83) In vielen Wirtschaftsunternehmen wird neben dem Zweck der (maximalen) Gewinnerzielung unterdessen auch Nachhaltigkeit angestrebt. Die tatsächlichen Fortschritte diesbezüglich reichen laut Göpel jedoch bisher bei weitem nicht aus, um die Trends in Richtung der planetaren Grenzen brechen zu können. Die finanziellen Aspekte dominierten weiterhin, Indikatoren zur nachhaltigen Entwicklung würden eher als wünschenswertes Beiwerk behandelt. (S. 86 f.) Recht drastisch ist der Zielkonflikt bei der Reisebranche erkennbar, die auch ihre vom Klimawandel bedrohten touristischen Attraktionen im Blick hat, aber vor allem mit den An- und Abreisen eine große Menge an CO2-Emissionen erzeugt. Die mit diversen CO2-Substitutions- und -Kompensationsszenarien verbundene herkömmliche Branchenvorstellung, die Anzahl der Reisenden durch technischen Fortschritt problemlos ständig steigern zu können, hat sich laut Göpel als wissenschaftlich unhaltbar erwiesen. Wenn aber Vorstellung und Erzählung sich von der Wirklichkeit entkoppeln, so Göpel, „wird es mit dem frühzeitigen Handeln noch schwerer, als es ohnehin ist.“ (S. 93–95) Das Loslassen des Ausgedienten sei zu Kipp-Punkt-Zeiten meist wichtiger als die genaue Kenntnis dessen, was kommt. „Denn frei sind wir nur, wenn wir auch wieder mit etwas aufhören können. Und sei es nur, dass wir den Imaginationsraum für neue Normalitäten öffnen, indem wir die nicht mehr glaubwürdigen Geschichten ad acta legen.“ (S. 99 f.)

### Was uns Monopoly über Spielregeln lehrt
Das Brettspiel Monopoly dient Göpel als Beispiel für eine regelhafte Anordnung, die zur Systemfalle wird: Es stehe für eine Welt, die Gewinner strukturell bevorteilt und Verlierer strukturell benachteiligt. „Wer hat, dem wird gegeben.“ Eine Systemfalle sei an bestimmten Systemstrukturen erkennbar, die zu problematischen Verhaltensmustern führen und damit auf Dauer dem ganzen System schaden. In der Wirklichkeit zeigten sich viele Systemfallen etwa in Form des Suchtverhaltens, das zur Zustandserhaltung immer höhere Dosen eines Stoffes bedingt, „seien es nun Drogen, Düngemittel oder Renditen.“ (S. 108) Würden Systemfallen erkannt, seien sie aber auch schrittweise veränderbar, böten also auch Chancen. Als Gegenmittel bei der Monopoly-Systemfalle käme unter anderem in Betracht, den Gewinnanteil einzelner Player am Ganzen zu begrenzen, wie es das Kartellrecht vorsieht, oder die im Spielverlauf ungleich gewordenen Positionen der Teilnehmenden zu korrigieren, wie es im realen Leben mit Erbschaftssteuern oder inklusiver Bildungspolitik angegangen werde. „Jedenfalls muss man die Regeln ändern, nach denen das System funktioniert, wenn man will, dass andere Ergebnisse möglich werden.“ (S. 110)

### Verantworten – Anders lernen
Keine frühere Generation, so Göpel, hat in einer so komplex vernetzten Welt gelebt wie die gegenwärtige. Nie haben demnach die entscheidenden Systeme, die natürlichen, von denen Menschen leben, und die sozio-kulturellen, in denen sie leben, so vielfältig interagiert wie heute. Der Klimawandel verdeutliche, dass die Nutzung von fossilen Rohstoffen keine nationale Angelegenheit ist; die Finanzkrise habe dies ebenso für die Rettung von großen Banken gezeigt; und die SARS-CoV-2-Pandemie erweise die Notwendigkeit eines Weltgesundheitsbegriffs und -handelns, „weil das Virus sonst in Ländern mutiert, deren Bevölkerung weniger gut durch Impfungen geschützt ist, und es dann als Mutation zu uns zurückkommt.“ (S. 118) In der Ära des Anthropozäns müssten bisherige Gewissheiten und Annahmen auf den Prüfstand gestellt und wenn nötig aufgegeben werden. (S. 119) Das herkömmliche Instandhaltungslernen, das routiniert und regelbasiert auf Herausforderungen reagiere und Probleme auf bekannten Wegen durch adaptive Anpassungen oder Kurskorrekturen zu lösen verspreche, müsse von einem Innovationslernen abgelöst werden, wenn die bekannten Routinen nicht mehr greifen oder wenn es für das business as usual beispielsweise an Arbeitskräften und Rohstoffen fehlt. Damit sollte idealerweise aber nicht erst in der Krise begonnen werden, weil dann die Chance verpasst wäre, eine größere Anzahl möglicher Alternativen systematisch vorzudenken, zu testen und zu verbreiten. (S. 131–133) „Wenn wir möglichst vielen Menschen ermöglichen wollen, eine wünschenswerte Zukunft zu gestalten und zu verantworten, müssen wir das Ziel von Bildung, Wissenschaft, Forschung und Lernen einem Update unterziehen.“ (S. 143)

### Vermögen – Anders wachsen
Über die Wachstumstheorie sagt Göpel, dass sie das einzige Narrativ sei, „das uns über Nationen, Religionen, Geschlechter und Identitäten hinweg verbindet.“ Daraus auszusteigen sei nicht einfach, wegen struktureller Umbrüche aber nötig und für mutige Menschen auch möglich. (S. 146) Zur Bestandsaufnahme multipler Wachstumserscheinungen führt Göpel an, man habe im Vergleich zur Großelterngeneration mehr soziale Kontakte, einen größeren Besitz an Dingen, man ziehe häufiger um, fahre öfter in Urlaub, wechsle häufiger Partner und Arbeitsstellen. „Längst entscheiden an der Börse nicht mehr Menschen, sondern Algorithmen, welche Aktien gehandelt werden sollen, weil es auf Sekundenbruchteile ankommt. Noch nie hatten Menschen mit einem einzigen Werkzeug mehr Zugriff auf die Welt als mit dem Smartphone. Und trotzdem ist es für uns normal, dass wir alle zwei Jahre ein neues bekommen, das irgendwas noch schneller kann.“ Was laut Julia Hobsbawm dabei schwindet, ist die soziale Gesundheit angesichts unter anderem von Informationsüberladung, Zeitarmut, Netzwerkgewirr und eines oft dysfunktionalen Umfelds im Arbeits- wie im politischen Leben. (S. 156 f.)
Orientierung biete ein von der Organisation für europäische wirtschaftliche Zusammenarbeit (OECD) entwickelter, differenzierter Vermögensbegriff, der neben ökonomischem Kapital auch Naturkapital (natürliche Ressourcen, Landnutzung, Artenvielfalt), Humankapital (bezogen auf die Fähigkeiten und Gesundheit der Individuen) sowie Sozialkapital (in Form sozialer Normen, geteilter Werte und Institutionen, die Zusammenarbeit fördern) beinhaltet. In einer verbesserten Art, die Bedürfnisse der Menschen zu befriedigen, liegt für Göpel „viel Potenzial dafür, diese Vermögensbestände nicht weiter runterzuwirtschaften, sondern zu regenerieren und qualitativ weiterzuentwickeln.“ (S. 170 f.)

### Vermitteln – Anders Technik einsetzen
Technik als Mittel zur Problemlösung steht verständlicherweise allgemein hoch im Kurs, so Göpel, denn ihr sei zu verdanken, dass man heute „wohlhabender, sicherer und angenehmer“ lebe als je eine Generation zuvor. „Würde man die Geschichte der Menschheit entlang ihrer technologischen Errungenschaften erzählen, ergäbe das eine exponentiell aufsteigende Linie, die beim Faustkeil beginnt und beim Quantencomputer endet.“ S. 185 f.) Von dem Technikphilosophen Albert Borgmann übernimmt Göpel die Unterscheidung zwischen einem Ding, das den Menschen mit seiner Umwelt verbinde (z. B. ein Kamin), und einem Gerät, das Ressourcen und Prozesse, die zur Erreichung eines Zweckes notwendig sind (z. B. eine Zentralheizung), vom Nutzungsmoment abtrennten. Daraus ergäben sich Freiheits- und Bequemlichkeitszuwächse: „Wir wissen nicht, wie ein Smartphone funktioniert, müssen wir aber auch nicht, wir könnten es sowieso nicht reparieren.“ (S. 187–189) Vom iPhone heißt es, das Gerät werde fast ausschließlich im globalen Süden gebaut, die Rohstoffe und Arbeitsleistung kämen ebenfalls dorther. Den Gewinn verbuche man im US-Bruttoinlandsprodukt, während die Schäden der Massenproduktion wiederum im globalen Süden verblieben. Die globale Rohstoffförderung habe sich allein seit der Jahrtausendwende um über 50 Prozent erhöht und liege damit doppelt so hoch, wie es ein nachhaltiger Umgang mit den planetaren Ressourcen gebiete. (S. 193 f.) Um die planetaren Grenzen einhalten, bedürfe es einer „couragierten Debatte“, in welche Technik begrenzte Rohstoffe eingebaut werden sollten. (S. 207)

### Verhalten – Anders organisieren
Als Beispiel einer sektorenübergreifenden, gemeinwohlorientierten Stadtplanung erläutert Göpel die Umgestaltung von Paris im Zeichen einer Mobilitätswende unter Bürgermeisterin Anne Hidalgo gemäß dem Konzept der „15-Minuten-Stadt“. Es sieht vor, dass alle relevanten Anlaufpunkte im Alltag der Bürger – Einkaufsgelegenheiten, Ärzte, Schule, Kino, Theater, Fitnessstudio, Arbeitsplatz – binnen 15 Minuten ohne Auto erreichbar sein sollen. Der Autoverkehr soll zugunsten von Radfahrern, Fußgängern und Straßenbahnen eingeschränkt, nahezu die Hälfte der öffentlichen Parkplätze in Grünanlagen umgewandelt werden, einige der großen Avenue sollen zu Radwegen, diverse berühmte Plätze zu Fußgängerzonen werden. Flankiert werden diese Maßnahmen u. a. mit einem Wohnungsbau- und einem Baumbegrünungsprogramm. (S. 211–215) Gut arbeitende Systeme harmonieren in ihrem Funktionieren, heißt es bei Donella Meadows. Dazu komme es, wenn das übergeordnete System – im Falle von Paris die Stadtregierung – den Rahmen vorgibt, innerhalb dessen sich die untergeordneten Systeme – die Wohnenden, Arbeitenden, Verkaufenden, Reisenden – mit ihren diversen Ansprüchen frei organisieren können. Idealerweise konkurrierten die Subsysteme dann nicht mehr, sondern reflektierten, wie Flächen, Infrastrukturen und Wege so gestaltet werden könnten, „dass ein Quadratmeter mehrere Ziele bedienen kann.“ (S. 217 f.)
Staaten und Gesellschaften bedürfen angesichts sich ballender gravierender Krisen insgesamt künftig einer Politik der Resilienz, wie sie das Stockholm Resilience Centre nach Göpels Auffassung beispielgebend auf den Weg zu bringen sucht. Dabei handle es nicht nur darum, wie sozio-ökologische Systeme sich in Krisen möglichst schnell zu erholen vermögen, sondern auch um Möglichkeiten einer Weiterentwicklung mit dem Ziel, die Wahrscheinlichkeit künftiger Krisen zu vermindern. (S. 221–223) Um gesellschaftliches Lernen zu fördern und als Teil einer neuen Normalität zu verstetigen, bedarf es laut Göpel einer entsprechenden Haltung, die diesbezügliche Experimente nicht von vornherein als realitätsfern blockiert, sondern als Pionierarbeit für größere Veränderungen begreift. (S. 230)

### Verständigen – Anders miteinander umgehen
In der Ära der Jäger und Sammler benötigten menschliche Individuen jährlich ungefähr fünf Gigajoule zum Überleben – entsprechend der Menge, die heutzutage in etwa bei einer Autofahrt von Hamburg nach München und zurück anfällt. Zu Beginn der Industrialisierung lag der durchschnittliche Jahresverbrauch eines Menschen bei zwanzig Gigajoule, heutzutage bei 80 Gigajoule. Der Pro-Kopf-Verbrauch in Deutschland liegt beim Doppelten dieses Weltdurchschnittswertes, der in den USA beim Vierfachen. Der Frage, wie ein für alle Menschen gutes Leben aussehen könnte, das die planetaren Grenzen einhält, ist Julia Steinberger an der University of Leeds mit dem Projekt Living Well Within Limits nachgegangen. Zugrunde gelegt wurden Mindeststandards für Versorgung, Infrastruktur und Ausstattung der Individuen – mit dem Ergebnis, dass ein anständiges Leben für zehn Milliarden Menschen zu diesen Bedingungen möglich wäre: fünfzehn Quadratmeter Wohnfläche pro Person, ein Wasserverbrauch von fünfzig Litern, fünfzehn Kilo Fleisch pro Jahr (ein Viertel des gegenwärtigen deutschen Fleischverzehrs), ein Handy pro Person, ein Laptop pro vierköpfige Familie, 15.000 Kilometer individuelle Mobilität, jedoch eher ohne Fliegen und eigenes Auto. (S. 241–246)
Das platonische Wort vom „Überreichtum“ nimmt Göpel als Bestätigung, dass es auch eines Maßes für individuellen Reichtum bedarf. Die Spendensummen Vermögender würden in den Medien herausgestellt, nicht aber thematisiert, auf welche Weise derartige Vermögen entstünden. (S. 254) Mit Bezug zum Partnerschafts- und Dominanzmodell von Riane Eisler findet Göpel, dass Werte wie Fürsorge, Mitgefühl oder Solidarität in Dominanzsystemen unterdrückt, abgewertet oder auf die eigene kleine Gruppe beschränkt würden, während die Menschen in einem Partnerschaftssystem nicht in Überlegene und Unterlegene eingeteilt, sondern als gleichwertig angesehen und behandelt würden. Ein solches System ziele darauf, möglichst viele teilhaben zu lassen und sie für ihre Beiträge zum Ganzen anzuerkennen. (S. 255–258) Systemrelevante Tätigkeiten beispielsweise in Gesundheitswesen, Lebensmittelversorgung oder Kinderbetreuung müssten ihrer Auffassung nach gesellschaftlich dringend aufgewertet werden. (S. 270) Von partnerschaftlichem Handeln profitierten alle. (S. 274)

### Köpfe zusammenstecken
Menschenaffen und Menschen sind einander genetisch ähnlich eng verwandt wie Zebras den Pferden und Ratten den Mäusen. Doch leben selbst Schimpansen als unsere nächsten Verwandten, so Göpel, in einer völlig anderen Welt als Menschen. „Während sie noch immer im Dschungel leben, haben wir uns den ganzen Planeten unterworfen, sind zum Mond geflogen, haben aber auch Waffen gebaut, die alles und jeden auf der Erde zerstören können.“ In vergleichenden Experimenten zeigte sich der wesentliche Unterschied zwischen Affe und Mensch für den Anthropologen Michael Tomasello, wenn es darum ging, zu erkennen, was ein Gegenüber meint, wenn es etwas zeigt. Zu einem solchen Eindenken in die Perspektive des anderen, der Grundlage für ein Lernen und Kooperieren durch kommunikative Anleitung, seien Menschenaffen nicht imstande. In der Fähigkeit, „nicht nur gemeinsam zu handeln, sondern dazuzulernen, liegt der Schlüssel für den rasanten und immer rasanter verlaufenden Aufstieg der Menschheit.“ (S. 278–281) Die Fähigkeit der kulturellen Weitergabe befähigt Menschen nun auch dazu, nicht blindlings Grenzen zu überschreiten, sondern vorauszuschauen und „Vorwärtskopplungen“ zu bauen, wie es bei Göppel heißt. Menschen seien folglich nicht nur Empfänger überkommener Kultur, sondern auch Mitgestaltende der Kultur von Nachgeborenen. „Das, was wir dieser Kultur hinzufügen, macht ihre Weiterentwicklung erst möglich.“ (S. 282 f.)

### Held:innen
Wenn Reiche mit großzügigen Spenden das Gemeinwohl fördern oder Hilfsorganisationen unterstützen, findet Göpel das allemal besser, als wenn sie alles für sich behielten. Allerdings spiele auch dabei der Eigennutz zumeist eine im Ganzen höchst fragwürdige Rolle. So würden in den USA den Spenderstiftungen weitreichende Steuernachlässe gewährt, Mittel also, die aus der staatlichen in die private Verfügungsmacht übergingen. Würden die hundert amerikanischen Mitglieder von The Giving Pledge wie versprochen mindestens die Hälfte ihres Vermögens (knapp 500 Milliarden Dollar) spenden, entgingen der öffentlichen Hand laut Institute for Policy Studies 360 Milliarden Dollar an Steuergeldern. MacKenzie Scott begründet ihre weitreichende Spendentätigkeit als den Versuch, „ein Vermögen zu verschenken, das durch Systeme ermöglichte wurde, die der Veränderung bedürfen.“ Jene 60 Personen, die 2010 The Giving Pledge beigetreten seien, um die Hälfte ihres Vermögens zu spenden, hätten es tatsächlich im Durchschnitt annähernd verdoppelt, merkt Göpel zur Systemveränderungsbedürftigkeit an. (S. 286–291) Heldenstatus spricht sie in Anlehnung an Dieter Thomä eher den „Helden der Verfassung“ zu, die die Rechte Dritter oder des Ganzen auch dann vertreten, wenn sie selbst davon nicht profitieren oder sich dafür sogar Angriffen ausgesetzt sehen, „Menschen, die sich einmischen, wenn das erklärte Ziel der Demokratie mit dem gelebten Ziel nicht mehr übereinstimmt.“ Zudem gebe es „Helden der Bewegung“, die zu Außenseitern gestempelt würden, weil sie den Status quo hinterfragten und eine neue Zielbestimmung einforderten. „Wenn solchen Menschen genügend andere folgen, zum Beispiel in ihrem Einsatz für ein gesundes Klima, gelingt es ihnen, soziale Kipp-Punkte auszulösen und ganze Systeme zu drehen.“ (S. 293 f.)

### Du bist wichtig
Die Eigenschaften von Fraktalen dienen Göpel für die Ebene der sozialen Interaktion als Analogie mit der Absicht zu zeigen, dass soziale Fraktale „Beziehungen verändern und neue Muster und Strukturen in der Gesellschaft schaffen können.“ Menschliche Individuen sind in kleine, überschaubare soziale Gruppen eingebunden und diese in größere und immer noch größere soziale Systeme, in denen sie dann eine Rolle als Teilsysteme spielen. Auf diesem Wege könne ein Wandel im Kleinen den Wandel im Großen vorantreiben. „In einer fraktalen Struktur werden bestimmte Prinzipien auf unterschiedlichen Ebenen wiederholt, dadurch multipliziert und als unsere gelebte Normalität wirksam.“ (S. 297–299) Dabei gelte es weitreichende, neue Ziele schrittweise anzugehen, damit die Veränderungen nicht zu gravierenden Krisen oder Dominanzkonfrontationen führten. Bedachtsames, kontinuierliches Vorgehen ermögliche hingegen eine dynamische Praxis, „bei der wir uns an das immer wieder Ungewisse anpassen, sich unsere Routinen verändern, Institutionen neu verpackt werden, das Neue normal wird.“ (S. 304 f.) Zuletzt regt Göpel dazu an, individuell zu prüfen, wo man von Tag zu Tag ins Nächstmögliche gegangen ist, um dem Wünschenswerten näher zu kommen. In solcher Praxis und im Austausch mit anderen darüber, käme aus ihrer Sicht einiges in Bewegung. (S. 306)

## Rezeptionsaspekte
Ralph Gerstenberg, Rezensent für den Deutschlandfunk, begreift das neue Buch von Maja Göpel als Diagnose und Aufruf, als Drohung und Ermutigung zugleich. Lesenswert findet er den Text zum einen als Erinnerung an die Dringlichkeit der Klimathematik in Kriegszeiten, zum anderen, weil es der Autorin zusammen mit ihrem auf der Titelseite genannten Co-Autor Marcus Jauer so gut gelinge, wissenschaftliche Erkenntnisse für alle verständlich zu machen. Gerstenberg hält es für gut, wenn eine Stimme wie die Göpels „so viel Gehör wie möglich“ findet. Für die Mitarbeit eines professionellen Autors zur Popularisierung wissenschaftlicher Erkenntnisse zeigt er ausdrücklich Verständnis. Das Buch sei „profunde Diagnose und Aufruf zugleich.“
Alexander Hagelüken und Meike Schreiber konstatierten in der Süddeutschen Zeitung, die Bestsellerliste gebe für Göpels neues Buch auf Platz drei „ein eindeutiges Statement“; es verkaufe sich ebenso gut wie das vorherige. „Wenige schaffen es wie die Politökonomin, der Öffentlichkeit den nicht zuletzt ökologischen Umbruch der Gesellschaft so zu vermitteln, auch im TV oder auf Kongressen.“
Eva Luber sieht in literaturzeitschrift.de eine Stärke des Buches in Göpels Erfahrung als Rednerin, die sie befähige, das Publikum zum Weitertragen des Aufgenommenen zu motivieren. Luber hebt die Zusammenfassungen am Ende des jeweiligen Kapitels positiv hervor, die zur Verarbeitung des Gesagten anregten, und versteht die fünfzig Seiten Quellenangaben am Ende des Buches in ihrer positiven Rezension als Abrundung.

## Ausgaben
- Maja Göpel / Marcus Jauer: Wir können auch anders. Aufbruch in die Welt von morgen. Ullstein, Berlin 2022, ISBN 978-3-550-20161-5.